# Samosličnost
U matematici, samosličan objekt je točno ili aproksimativno sličan dijelu sebe, tj. cjelina ima isti oblik kao jedan ili više dijelova. Mnogi su objekti iz stvarnog svijeta, poput linije obale, statistički samoslični: njihovi dijelovi pokazuju ista statistička svojstva na raznim skalama. Samosličnost je tipično svojstvo fraktala.
Invarijantnost skale je točan oblik samosličnosti gdje za svako povećanje postoji manji djelić objekta koji je sličan cjelini. Primjerice, strana Kochove krivulje je i simetrična i skalno invarijantna - može biti kontinuirano povećana 3 puta bez promjene oblika.

## Definicija
A kompaktni topološki prostor X je samosličan ako postoji konačni skup S koji indeksira ne-surjektivne homeomorfizme {\displaystyle \{f_{s}\}_{s\in S}} za koje
{\displaystyle X=\cup _{s\in S}f_{s}(X)}
Ako je {\displaystyle X\subset Y}, tada X zovemo samosličnim ako je on jedini neprazni podskup od Y takav da je gornja jednadžba zadovoljena za {\displaystyle \{f_{s}\}_{s\in S}}. 
{\displaystyle {\mathfrak {L}}=(X,S,\{f_{s}\}_{s\in S})}
zovemo samosličnom strukturom. Homeomorfizmi mogu biti iterirani, što rezultira sustavom iterirane funkcije. Kompozicija funkcija stvara algebarsku strukturu poznatu kao monoid. Kad skup S ima svega dva elementa, monoid je poznat kao diadički monoid. Diadički monoid može biti vizualiziran kao beskonačno binarno stablo - općenitije, ako skup S ima p elemenata, monoid može biti predstavljen p-adičkim stablom.
Automorfizam diadičkog monoida je modularna grupa - automorfizmi mogu biti naslikani kao hiperbolne rotacije binarnog stabla.

## Primjeri
Samosličnost također igra važnu ulogu u dizajnu računalnih mreža, s obzirom na to da tipičan mrežni promet ima samoslična svojstva. Primjerice, u telekomunikacijskom inženjerstvu, paketno preklopljeni uzorci prometa su naizgled statistički samoslični. Ovo svojstvo znači da su jednostavni modeli koji koriste Poissonovu raspodjelu netočni, te da će mreže dizajnirane ne uzimajući u obzir samosličnost vrlo vjerojatno davati neočekivano ponašanje.

## Vidjeti također
- Droste učinak
- Samoreferenciranje
- Zipfsov zakon